# Negomir (gmina)
Negomir – gmina w Rumunii, w okręgu Gorj. Obejmuje miejscowości Artanu, Bohorel, Condeiești, Negomir, Nucetu, Orzu, Paltinu, Raci, Ursoaia i Valea Racilor. W 2011 roku liczyła 3555 mieszkańców.